# Euphorbia parviflora
La malcasada (Euphorbia parviflora) es una especie fanerógama perteneciente a la familia de las euforbiáceas. Es originaria del sudeste de Asia donde se distribuye por Sri Lanka, Camboya, Laos, Birmania, Tailandia y Vietnam.

## Taxonomía
Euphorbia parviflora fue descrita por  Carlos Linneo y publicado en Systema Naturae, Editio Decima 2: 1047. 1759.
Etimología
Euphorbia: nombre genérico que deriva del médico griego del rey Juba II de Mauritania (52 a 50 a. C. - 23), Euphorbus, en su honor – o en alusión a su gran vientre –  ya que usaba médicamente Euphorbia resinifera. En 1753 Carlos Linneo asignó el nombre a todo el género.
parviflora: epíteto latino que significa "con flores pequeñas".
Sinonimia
- Anisophyllum piluliferum (L.) Haw.
- Chamaesyce parviflora (L.) Soják
- Chamaesyce pilulifera (L.) Small
- Euphorbia pilulifera L.
- Euphorbia tenuis Buch.-Ham. ex D.Don
- Tithymalus piluliferus (L.) Moench[6][7]